# Raffaele Gorjux
Raffaele Gorjux (Lucera, 8 gennaio 1885 – Bari, 6 giugno 1943) è stato un giornalista italiano, fondatore dei quotidiani La Gazzetta di Puglia e La Gazzetta del Mezzogiorno.

## Biografia
Era figlio di seconde nozze di Jules Gorjux, un ufficiale dell'esercito del Regno di Sardegna originario di Aix-les-Bains, in Savoia, che scelse di restare fedele a Vittorio Emanuele II anche dopo la cessione della terra natale alla Francia nel 1860, per effetto del trattato di Torino. Sua madre, Filomena De Amicis, era figlia di un proprietario terriero di Avezzano, punita dal padre per aver voluto imparare a leggere e a scrivere come non si conveniva alle donne di buona estrazione sociale.
Trasferitosi a Bari con la famiglia, Raffaele Gorjux iniziò a praticare il giornalismo sin da giovanissimo e, dopo gli studi classici, vi si dedicò a tempo pieno come corrispondente e critico teatrale per il Corriere delle Puglie. Fra il 1907 e il 1908 visse in America, prima a New York e Boston, dove fu corrispondente per Il Repubblicano e La Sera, e poi a Città del Messico, dove partecipò alla fondazione del Giornale degli Italiani. Tornato a Bari, riprese a collaborare con regolarità al Corriere delle Puglie e fu corrispondente per Il Giornale d'Italia di Alberto Bergamini. A gennaio 1910 divenne redattore del Corriere delle Puglie e successivamente ne fu nominato vicedirettore. Dal 1915 fu delegato alla raccolta pubblicitaria del quotidiano.

### La fondazione dellaGazzetta di Puglia
Nel 1921, il fondatore del Corriere Martino Cassano abbandonò la direzione nelle mani di Leonardo Azzarita, più vicino alle posizioni nazionalistiche, imponendo però la nomina di Gorjux a condirettore. Il perdurare dei dissensi con Azzarita indussero Gorjux appena un mese dopo ad abbandonare la testata e fondare, insieme a Cassano, Antonio De Tullio, Guglielmo Romanazzi-Carducci, Tommaso Fiore e altri intellettuali baresi, la Società anonima Gazzetta di Puglia con l'obiettivo di pubblicare un nuovo quotidiano. Il primo numero de La Gazzetta di Puglia uscì il 26 febbraio 1922, accompagnato da un editoriale di Gorjux che ne definiva le linee programmatiche:
(Editoriale de La Gazzetta di Puglia, anno I n. 1, 26 febbraio 1922)
Si trasferirono alla neonata Gazzetta alcune tra le firme più celebri del Corriere - Luigi de' Secly, Sergio Panunzio, Armando Perotti, Alfredo Violante, e in un secondo momento anche il prestigioso disegnatore satirico Frate Menotti.
La nuova testata riscosse un immediato successo tanto da assorbire il Corriere delle Puglie, che cessò le pubblicazioni il 1º febbraio 1923. Negli anni alla Gazzetta di Puglia, diventata unico quotidiano regionale, collaborarono scrittori quali Francesco Gabrieli, Raffaele Carrieri, Ada Negri e Grazia Deledda. Tra gli editorialisti vi era anche Wanda Bruschi, la figlia di un professore senese di idee anticlericali che Gorjux aveva sposato nel 1911. Brillante e poliedrica corsivista, si distinse per lo spiccato interesse alle tematiche dell'emancipazione femminile.
Il 28 gennaio 1925 Gorjux fu ricevuto in udienza privata da Mussolini e il successivo 28 marzo assommò la triplice carica di direttore, presidente e amministratore delegato della Gazzetta di Puglia. Nonostante la personale adesione al fascismo del direttore e il fiancheggiamento della testata al regime, almeno sino al 1925 condusse a più riprese una tenace battaglia in favore delle istanze meridionalistiche, attirando per questo l'avversione di alcuni gruppi fascisti estremisti, che più volte tentarono di assalire la sede del giornale.
Oltre ad affiancare il quotidiano di un inserto satirico (Il Gatto Nero) e un settimanale di arte, sport e attualità (La Gazzetta del Lunedì), Gorjux esportò il proprio modello editoriale in Albania, pubblicando dal 10 luglio 1927 la Gazeta Shqiptare che sarebbe stata soppressa d'autorità nel 1939 quando, con l'occupazione italiana, fu edito a Tirana il quotidiano Tomori, organo ufficiale del partito fascista albanese.

### La direzione dellaGazzetta del Mezzogiorno
Tra il 1926 e il 1927 su iniziativa di Gorjux il quotidiano barese si dotò di una nuova e moderna sede, un palazzo proprio, la cui progettazione fu commissionata all'architetto barese Saverio Dioguardi. L'edificio sorse in piazza Roma, nei pressi della stazione ferroviaria. La notevole esposizione finanziaria mise Gorjux nella condizione di dover garantire con il proprio patrimonio personale le obbligazioni emesse dal giornale presso il Banco di Puglia. Presto il Banco di Napoli, che aveva rilevato il Banco di Puglia, prese il controllo della testata e il 25 febbraio 1928 ne cambiò denominazione in Gazzetta del Mezzogiorno. Gorjux, in minoranza nella società, conservò tuttavia la direzione politica del quotidiano, ormai pienamente allineato alle volontà del partito nazionale fascista, e fino al 1931 anche il ruolo di amministratore delegato.
Tuttavia, a partire dagli anni trenta, il direttore iniziò a manifestare un progressivo distacco dall'impegno politico, cui peraltro faceva da contraltare l'attivismo dei redattori - Michele Viterbo su tutti - e di sua moglie Wanda che nel 1933 era diventata fiduciaria dei Fasci Femminili per la provincia di Bari. Negli stessi anni, Gorjux poté dedicarsi con maggiore impegno alle iniziative culturali, specie nell'ambito della musica lirica, organizzando le esibizioni baresi dei tenori Tito Schipa e Beniamino Gigli.
Nonostante la sua freddezza nei confronti del Regime, a Gorjux veniva riconosciuta la necessaria capacità professionale per tenere insieme il nutrito gruppo di giornalisti che collaboravano alla Gazzetta del Mezzogiorno e, nel 1936 all'effimera Gazzetta della Sera. Ciò fu sufficiente per garantirgli il mantenimento della direzione del quotidiano sino alla morte, occorsa improvvisamente il 6 giugno 1943.